# Кольормет (Запоріжжя)
Футбольний клуб «Кольормет» або просто «Кольормет»  — радянський футбольний клуб з міста Запоріжжя.

## Історія
Футбольна команда «Кольормет» (Запоріжжя) заснована в 1930-х роках у місті Запоріжжя. У 1938 році команда стартувала в Кубку СРСР. Потім продовжував виступати в чемпіонатах та кубках Запорізької області, допоки його не розформували.

## Досягнення
- Кубку СРСР
  - 1/64 фіналу (1): 1938